# Miasto Vrgorac
Miasto Vrgorac (chorw. Grad Vrgorac) – jednostka administracyjna w Chorwacji, w żupanii splicko-dalmatyńskiej. W 2011 roku liczyła 6572 mieszkańców.